# Paul Brewitz
Per Paul Brewitz, född 25 juli 1895 i Stockholm, död 18 september 1972, var en svensk redaktör. Han räknades till sin tids främsta svenska kännare av brottning, cykelsport och engelsk fotboll.
Brewitz, som var son till maskinist Karl Brewitz och Amanda Wengström, var anställd vid Albert Engströms Tidnings AB (Strix) 1909–1910, C.E. Fritzes Hofbokhandel 1910–1921, Librairie Hachette i Paris 1921–1924 och Idrottsbladet i Stockholm sedan 1924. Han blev styrelseledamot i Internationella sportjournalistförbundet 1937, var vice ordförande där sedan 1947 och ordförande i Sveriges sportjournalisters riksförbund 1950–1957. Han var även ordförande i IK Mode i Stockholm 1934–1940.